# Корм

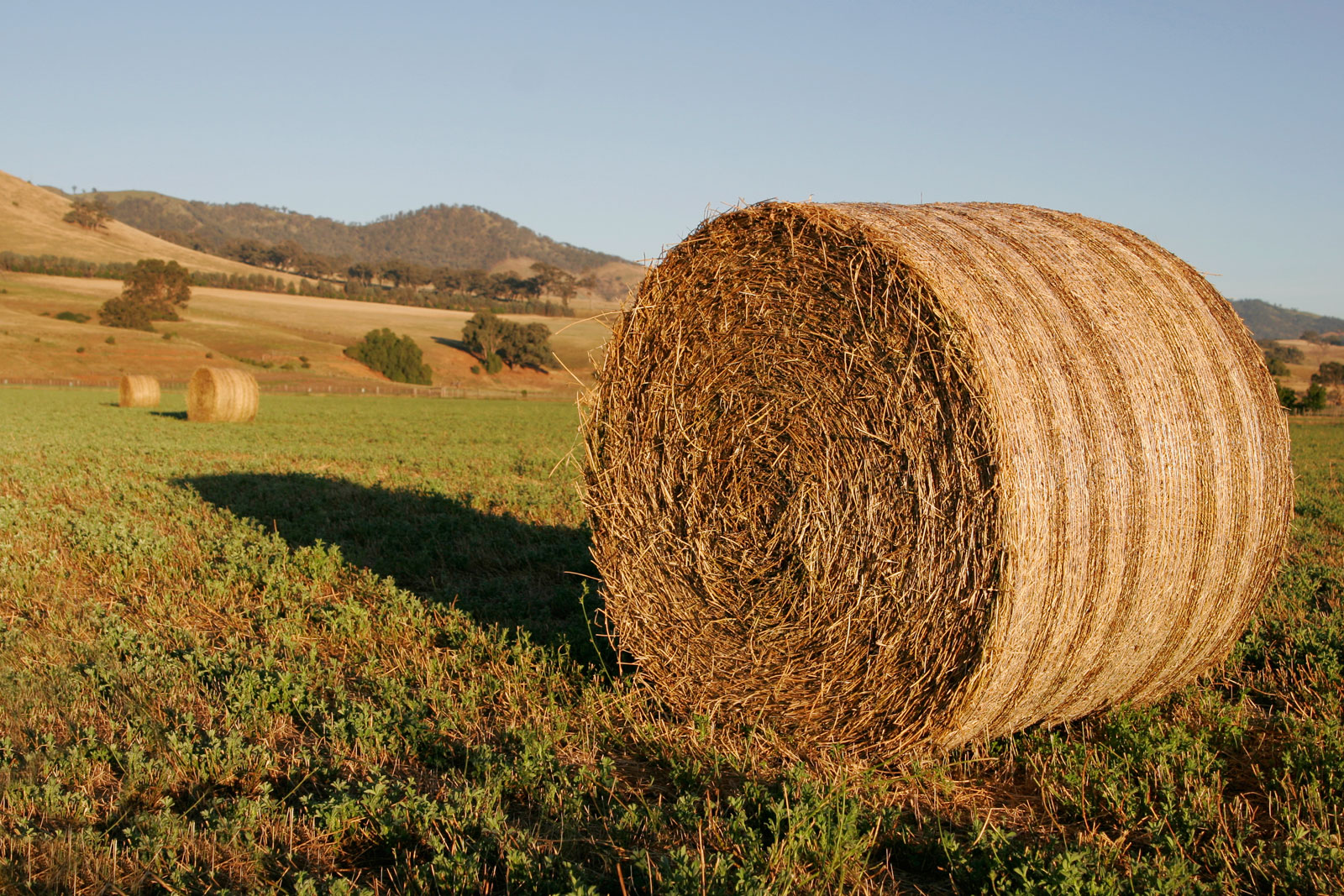
Циліндричні тюки сіна

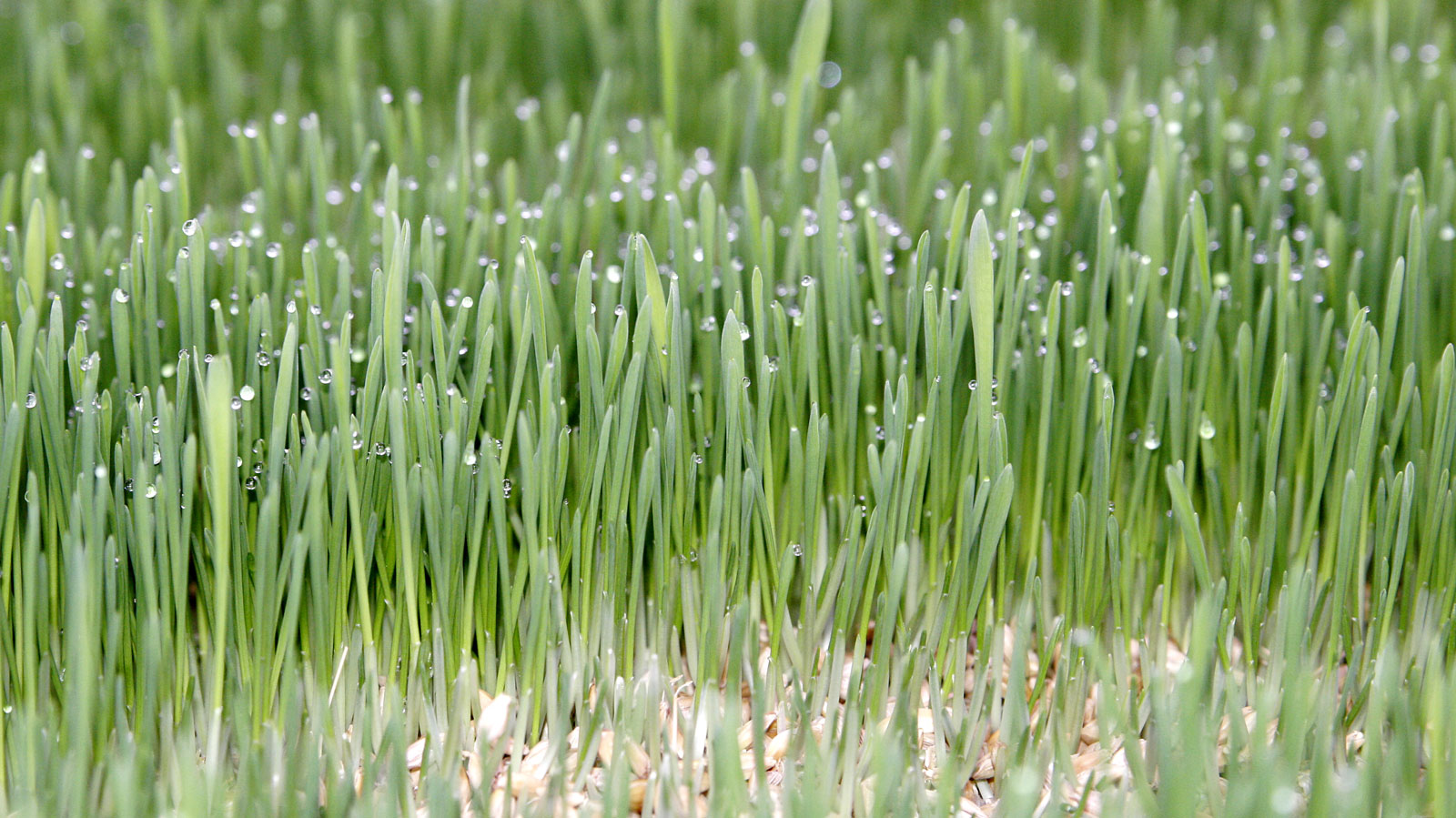
Пророслий ячмінь

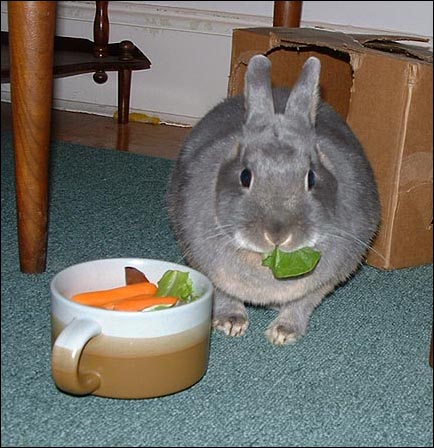
Споживання корму кролем

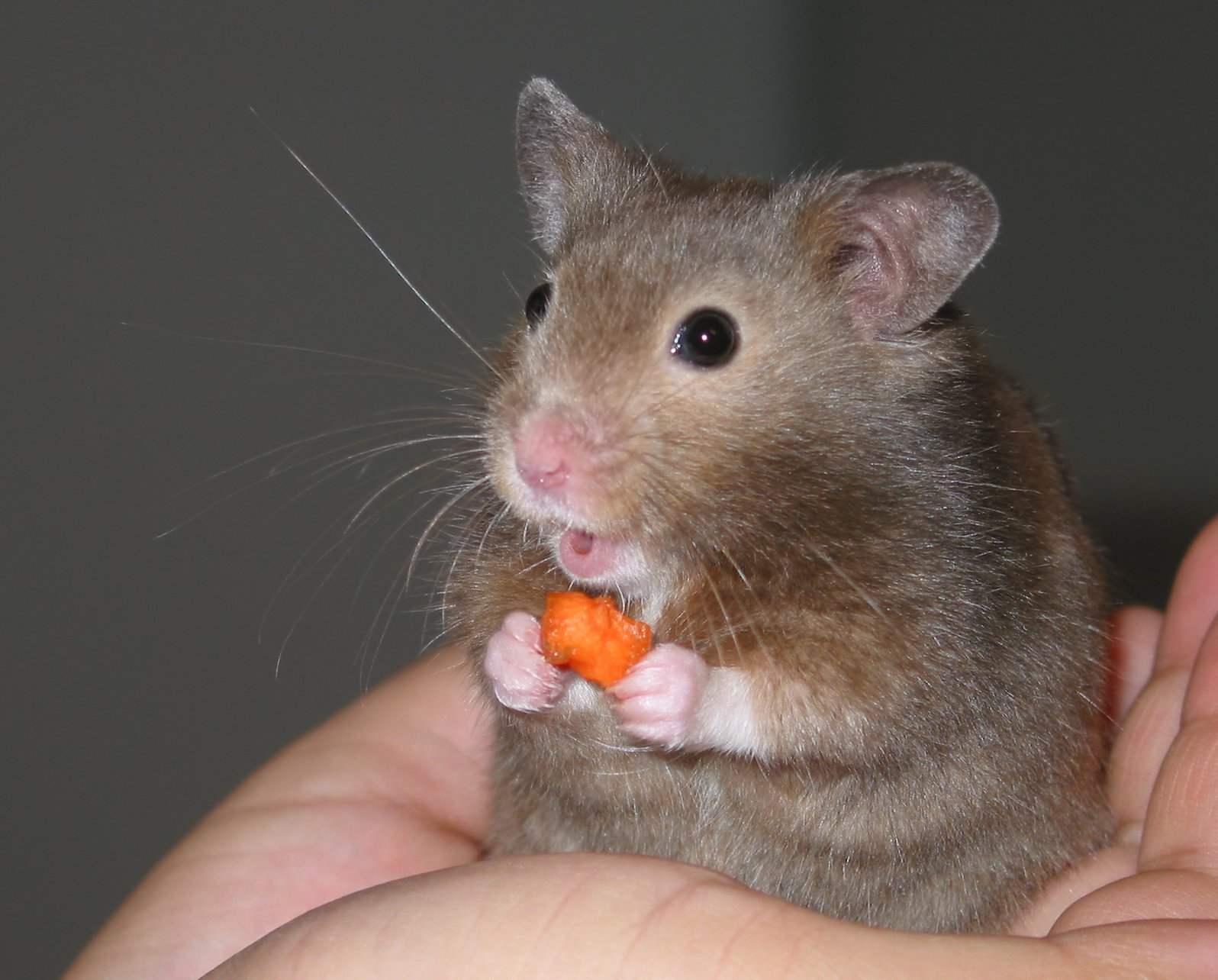
Домашній хом'як ласує морквою

Корм — їжа тварин і домашньої худоби; продукти рослинного і тваринного походження та промислового синтезу, які містять у засвоюваній і нешкідливій для тварин формі органічні і мінеральні поживні речовини які не впливають негативно на здоров'я тварин та якість одержуваної продукції. Корми характерні їстівністю, перетравністю, фізіологічною дією на тварин. У сільському господарстві переважають корми рослинного походження.
Основні вимоги щодо якості кормів встановлені державними й галузевими стандартами.
Офіційне визначення терміна наведено в Законах України. Згідно з Законом України «Про ветеринарну медицину», корми — це продукти тваринного, рослинного, мікробіологічного та хімічного походження, у тому числі готові корми та комбікорми, що використовуються для годівлі тварин самостійно або в суміші, містять поживні речовини у засвоюваній формі і не справляють негативного впливу на здоров'я тварин.

## Класифікація
Для зручності використання під час вирішення низки організаційних питань годівлі тварин, планування кормової бази корми класифікують за певними ознаками на окремі групи.
За походженням корми поділяють на рослинні, тваринні, комбікорми, мінеральні, синтетичні препарати, біологічно активні добавки, харчові відходи.
За вмістом енергії та клітковини в одиниці маси корму їх класифікують на:
- концентровані — містять в 1 кг сухої речовини 0,65 к. од., або 7,3 МДж обмінної енергії й менше ніж 19 % клітковини і 40 % води[1];
- об'ємисті — містять в 1 кг менше ніж 0,65 к. од., більш як 19 % клітковини і 40 % води[1].

Об'ємисті корми поділяють на сухі (грубі), вологі (соковиті й водянисті):
- - сухі (грубі) — не більше ніж 22 % води і понад 19 % клітковини: сіно, солома, полова, стебла й стрижні кукурудзи, кошики і лушпиння соняшнику, трав'яне борошно та інші відходи рослинництва з високим умістом клітковини і гілковий корм[1].
  - вологі соковиті корми — містять понад 40 % води, основна маса якої перебуває у зв'язаному стані й входить до складу протоплазми або рослинного соку. Це зелені корми, силос, сінаж, коренебульбоплоди, баштанні культури, різні овочі[1].
  - вологі водянисті — залишки промислової переробки рослинницької сировини, до яких вода надходить як домішка в технологічному процесі й перебуває в кормі у вільному стані: свіжий і кислий жом, брага, пивна дробина, картопляні та плодові вичавки[1].

## Корми рослинного походження
Корми рослинного походження — фуражне (кормове) зерно, кормові концентрати, кормові суміші, макуха, шроти, коренеплоди, бульбоплоди, інші плоди, силос, сіно, сінаж, солома, хвойно-вітамінне борошно та інші корми рослинного походження.

## Корми тваринного походження
Корми тваринного походження — борошно м'ясне, кісткове, м'ясо-кісткове, рибне, печінкове, кров'яне борошно, пір'яне, жир, жива риба для корму, молоко незбиране й збиране (молочні відвійки), сироватка, сколотини, м'ясо, лялечки шовкопряда, відходи інкубації яєць птиці та інші продукти тваринного походження, призначені для годування тварин, основу яких становить білок тваринного походження.

## Залишки технічних виробництв
Меляса, барда, пивна дробина, залишкові пивні дріжджі і ін.

## Кормові добавки
Крім кормів рослинного та тваринного походження, існують також додатки до них тваринного, мінерального, мікробного та хімічного походження.
Кормові добавки — субстанції, мікроорганізми, інші ніж кормовий матеріал та премікси, які зазвичай у чистому вигляді не використовуються як корми, а цілеспрямовано додаються до корму чи води з метою поліпшення характеристик кормів або продуктів тваринного походження, досягнення сприятливого впливу на колір декоративних риб або птахів, задоволення поживних потреб тварин, зменшення несприятливого впливу відходів тваринництва на довкілля, вдосконалення виробництва продуктів тваринного походження, підвищення продуктивності або благополуччя тварин шляхом впливу на їх шлункову та кишкову флору або засвоюваність корму.

## Лікувальний корм
Лікувальний корм — будь-яка суміш ветеринарних лікарських засобів, у тому числі вітамінів, амінокислот, мікроелементів тощо або лікувальних преміксів та корму, виготовлена під контролем спеціаліста ветеринарної медицини, готова до обігу і призначена для згодовування тваринам без попередньої обробки з метою профілактики та лікування.

## Класифікація кормів за однорідними групами
Корми, що використовуються для годівлі худоби та птиці, класифікують за однорідними групами згідно з характерними ознаками. Основними групами кормів (з урахуванням їх поживної цінності) є концентровані, грубі, соковиті та інші корми.
- Концентровані корми — це зерно фураж (зерно злакових і бобових культур), висівки, комбікорми (суміш різних видів кормів, збагачених мінеральними речовинами, вітамінами, білково-вітамінними добавками), борошно, зернові та млинові відходи хлібопекарської, круп'яної, борошномельної промисловості, макуха, шрот, вітамінно-трав'яне борошно.
- До складу грубих кормів включається сіно всяке, сінне борошно, сінна різка, сінаж, солома (у тому числі засилосована у чистому вигляді, тобто без інших культур), полова, стебла кукурудзи, зібраної у повній стиглості (за виключенням засилосованих), стебла багаторічних трав, зібраних на насіння, інші грубостеблі рослинні корми (комиш, стрижні кукурудзяних качанів, кошики соняшника, соняшникове лушпиння, гілковий корм, борошно з виноградних і фруктових вичавок тощо), штучно зневоднені зелені корми (крім вітамінно-трав'яного борошна), гичка цукрових буряків та інші відходи рільництва у вигляді борошна, різки, гранул, брикетів.
- До соковитих кормів належить силос усіх видів, картопля, коренеплоди (включаючи цукрові буряки), овочі та баштанні культури, зелені корми (підкормка), жом, м'язга (пивна дробина) й інші відходи підприємств харчової промисловості.
- До інших кормів відноситься незбиране молоко (крім молока, що висмоктане телятами) замінник незбираного молока, збиране молоко (відвійки), сироватка, м'ясне, кісткове борошно, інші корми тваринного походження, кормові суміші, харчові та інші відходи, пасовищні корми. У пасовищних кормах ураховується підніжний корм, згодований худобі на усіх видах пасовищ (вигонах, пасовищних угіддях, перелогах, стерні, лісах, чагарниках та ін.).

## Комплексна оцінка поживності корму
Потреба тварин у кормах різна і залежить від віку, ваги, продуктивності, умов утримання та мети господарського використання худоби. В основу оцінки загальної енергетичної поживності кормів (раціонів) і визначення потреби тварин у поживних речовинах покладено процеси обміну речовин та енергії, які відбуваються в організмі при певних умовах.

### Енергетична поживність кормів
На енергетичну поживність кормів впливають ті ж фактори, що і на їх хімічний склад, — види кормів, клімат, ґрунти, агротехніка виробництва, фаза вегетації, своєчасність збирання урожаю та
спосіб зберігання.

#### Кормова одиниця
Для порівнювання загальної поживності кормів за поживністю при складанні раціонів, та для вимірювання загальної поживності користуються кормовими одиницями.

## Кормові рослини

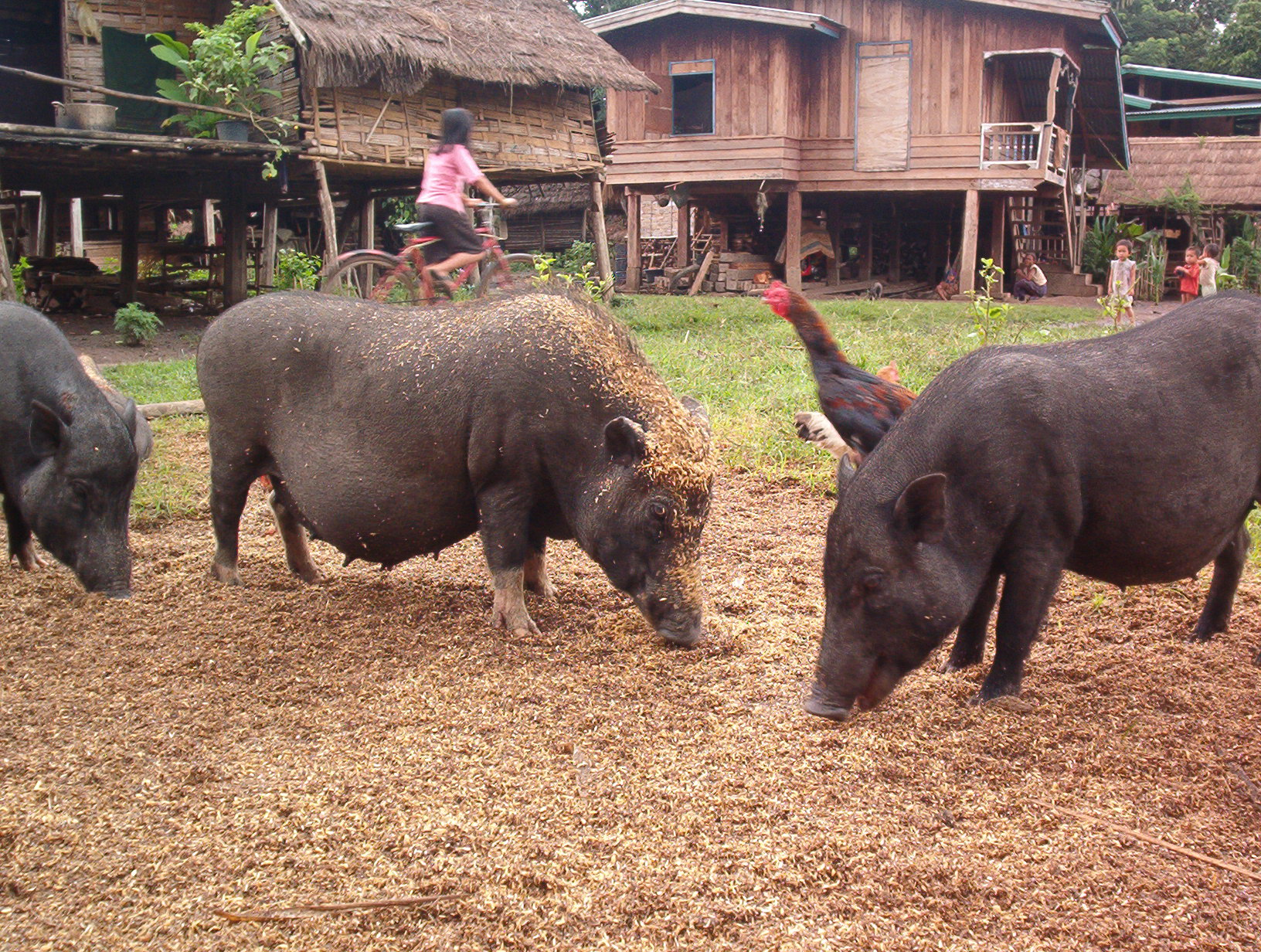
Випасання свиней

Метеликові (Faboideae):
- Конюшина лучна
- Конюшина повзуча
- Конюшина рівнинна
- Люцерна
- Лядвенець рогатий — (Lotus corniculatus)
- Соя

Тонконогові (Poaceae):
- Костриця (Festuca)
- Кукурудза
- Овес
- Просо
- Пшениця
- Райграс
- Сорго
- Стоколос (Bromus)
- Тимофіївка
- Ячмінь

Капустяні (Brassicaceae):
- Бруква
- Кормова капуста
- Ріпа
- Ріпак